# John Burgee
John Burgee, född 28 augusti 1933 i Chicago, USA. Är en amerikansk arkitekt som framför var allt verksam inom postmodernistisk arkitektur i nära samarbete med Philip Johnson sedan 1960-talet.

## Projekt
- AT&T Building, New York, 1984
- IBM Building, Atlanta, Georgia, USA, 1983-1984
- One United Bank Center, Denver, USA, 1983
- RepublicBank Center, Houston, USA, 1983
- Transco Tower, Houston, USA, 1982
- Fort Worth Water Garden, Fort Worth, USA, 1980
- Tycon Center, Fairfax County, Virginia, USA, --
- Pennzoil Place, Houston, Texas, USA, 1975-76
- IDS Center, Minneapolis, Minnesota, 1968-73
- Garden Grove Community Church, Los Angeles, Kalifornien, USA, 1978-80